# 荷兰国家社会主义运动
荷兰国家社会主义运动（荷蘭語：Nationaal-Socialistische Beweging in Nederland，發音：[nɑ(t)ɕoːˌnaːlsoːɕaːˈlɪstisə bəˈʋeːɣɪŋ ɪn ˈneːdərlɑnt]，NSB）是一个荷兰的法西斯主义政治党派，并且随后发展成为了一个纳粹主义的政党。在1930年代NSB是一个相当成功的党派，并且在第二次世界大战的大部分时间中是荷兰的唯一一个合法的党派。

## 历史

### 1931-1940
NSB于1931年成立于乌得勒支。这段时间正是许多国家主义，法西斯主义和国家社会主义的政党成立的时间。该党的创建者是安東·米塞特和科内利斯·范海尔凯肯，而前者也是该党的领袖。该党的宗旨是建立如意大利的法西斯主义和德国的国家社会主义。但与后者不同的是NSB在1936前并不是一个反犹太主义政党，它那时甚至还有犹太人党员。
在成立自己的组织一年后的1933年，NSB在乌得勒支召开了它的第一次代表大会，有600名党派激进分子参加了大会。这次大会之后，该党受到了更多的支持。然而就在同一年，政府下令禁止政府公务员成为NSB的党员。
在1935年的省级选举中，NSB获得了8%的选票和参议院的中的两个席位，此时正是世界经济的大萧条时期。米塞特作为一名可以信赖的政治家的形象和他的实用主义思想帮助他统一了不同的法西斯主义派别，同时这也是使该党获得成功的原因。此时，由于该党的强大组织和他们的政治策略，即民主合法的方式而非暴力革命的方式开始统治了全党的思想。1936年，在迈瑙德·马里纳斯·罗斯特·范通宁恩（Meinoud Marinus Rost van Tonningen）的影响下，该党变成了一个公开的反犹政党。在德国纳粹党的支持下，罗斯特·范通宁恩开始质疑米塞特的领导资格，并且导致了该党的内部分裂。这直接导致了该党支持率的下降，同时也引起了其他政治党派，贸易团体及教会中强烈的反法西斯反应。在1937年荷兰大选中，NSB仅获得了4%的选票和下议院中的4个席位。但该党将他们在参议院中的席位扩大为5个。在议会中NSB的议员无视议事程序和规矩，许多NSB议员甚至因为肢体冲突语言冒犯而被议长勒令遵守规矩。在1939年的省级选举中该党仍然获得了4%的选票。

### 1940-1945
第二次世界大战爆发后，NSB对德国持同情态度并且建议荷兰保持严格的中立。1940年5月德国入侵荷兰后，10,000名NSB党员和德国的同情者被荷兰政府投入了监狱。但是随着荷兰迅速的失利，这些人在1940年5月14日又被德国军队释放了。1940年6月，米塞特在林特伦发表了一篇演讲。米塞特号召荷兰投入德国的怀抱并且宣布废黜已经飞往伦敦的荷兰女王。
1940年，德国占领政府废除了所有的社会主义和共产主义政党。1941年它禁止了除NSB外的所有党派。NSB开始公开和占领军合作，他们的党员此时发展到了大约100,000人。NSB在此时的傀儡政府和社会服务中扮演了重要角色，所有被德国占领政府任命的新市长全部都是NSB的党员。在国家层面，米塞特本来期望他自己能够成为一名独立的荷兰领导人和德国合作，但实际上奥地利的纳粹分子阿圖爾·賽斯-英夸特是占领政府的负责人。米塞特曾多次和希特勒会面乞求使荷兰成为一个独立的国家，但均告失败。尽管英夸特建议应当让米塞特担任荷兰总理，但他仅被任命了一个“荷兰人民的领导者”的荣誉头衔以及被授权可以组建一个边缘国家秘书长。所以实际上他并没有实际的权力。他在NSB中的影响力也因为罗斯特·范通宁恩和其他更多的前德国籍党员的影响而变的日益衰弱了。1943年初夏，许多NSB的男性党员在Landwacht重新组织起来帮助政府控制群众。
1944年9月4日，盟军攻克了安特卫普，NSB感觉到荷兰的陷落就要来临了。9月5日，大多数NSB的领导人都飞到了德国，该党就此分裂。这一天被称作疯狂的星期二。
在德国投降的1945年5月6日之后，NSB被剥夺了法律资格。米塞特仅接着被逮捕，许多NSB的党员也被逮捕，但仅有少数被定罪。米塞特本人于5月7日被处决。此后并没有非法尝试继续组织该党的行为。

### 名字
这个党被称为“荷兰国家社会主义运动”。“国家社会主义”明显是借用自德国的“国家社会主义德意志劳工党”。该党给自己取名“运动”是想将自己和传统的政党及党派冲突区别开来，而“荷兰”意味着NSB是国际法西斯运动的荷兰分支。

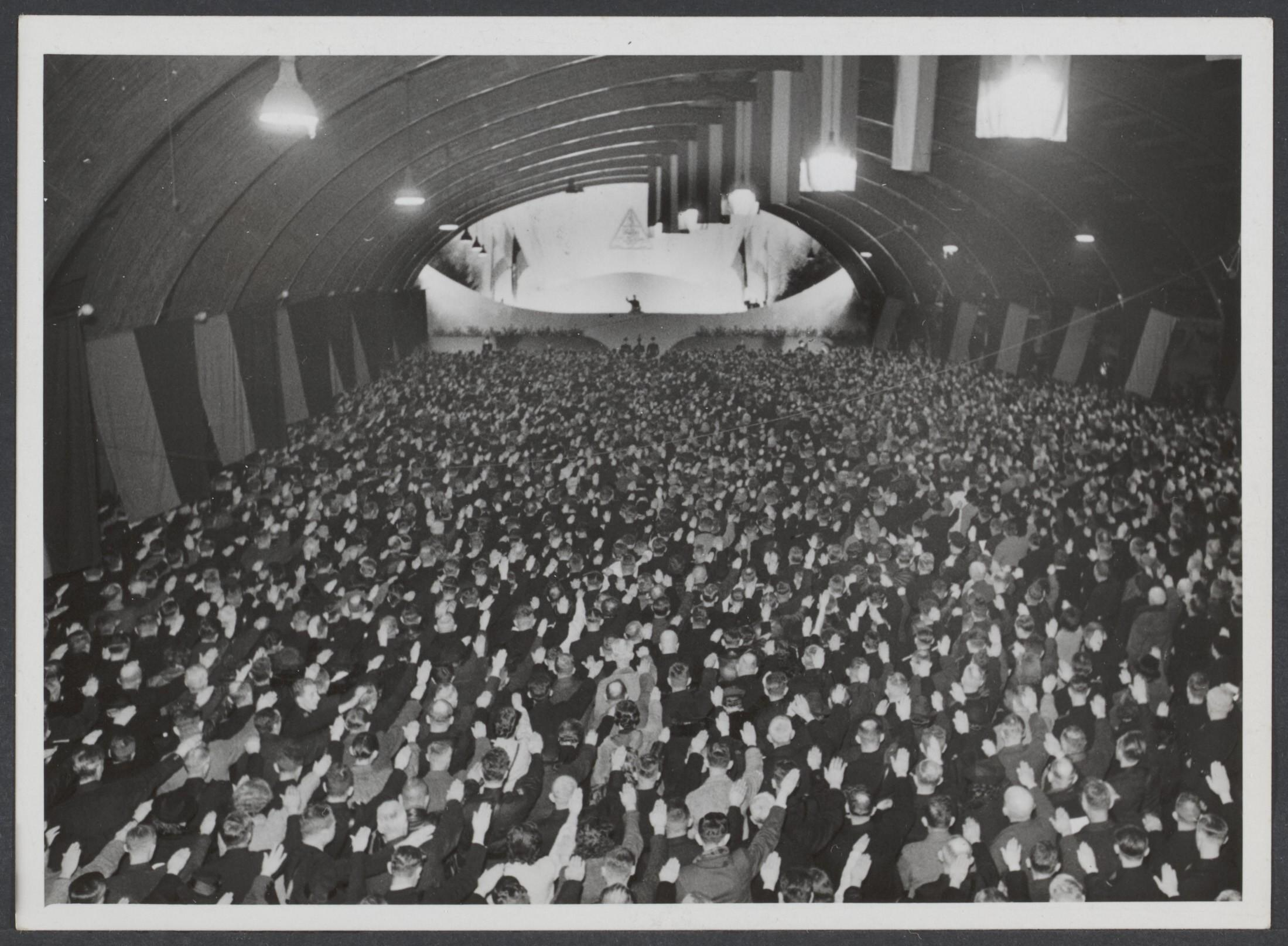
NSB會議（烏得勒支，1941 年）
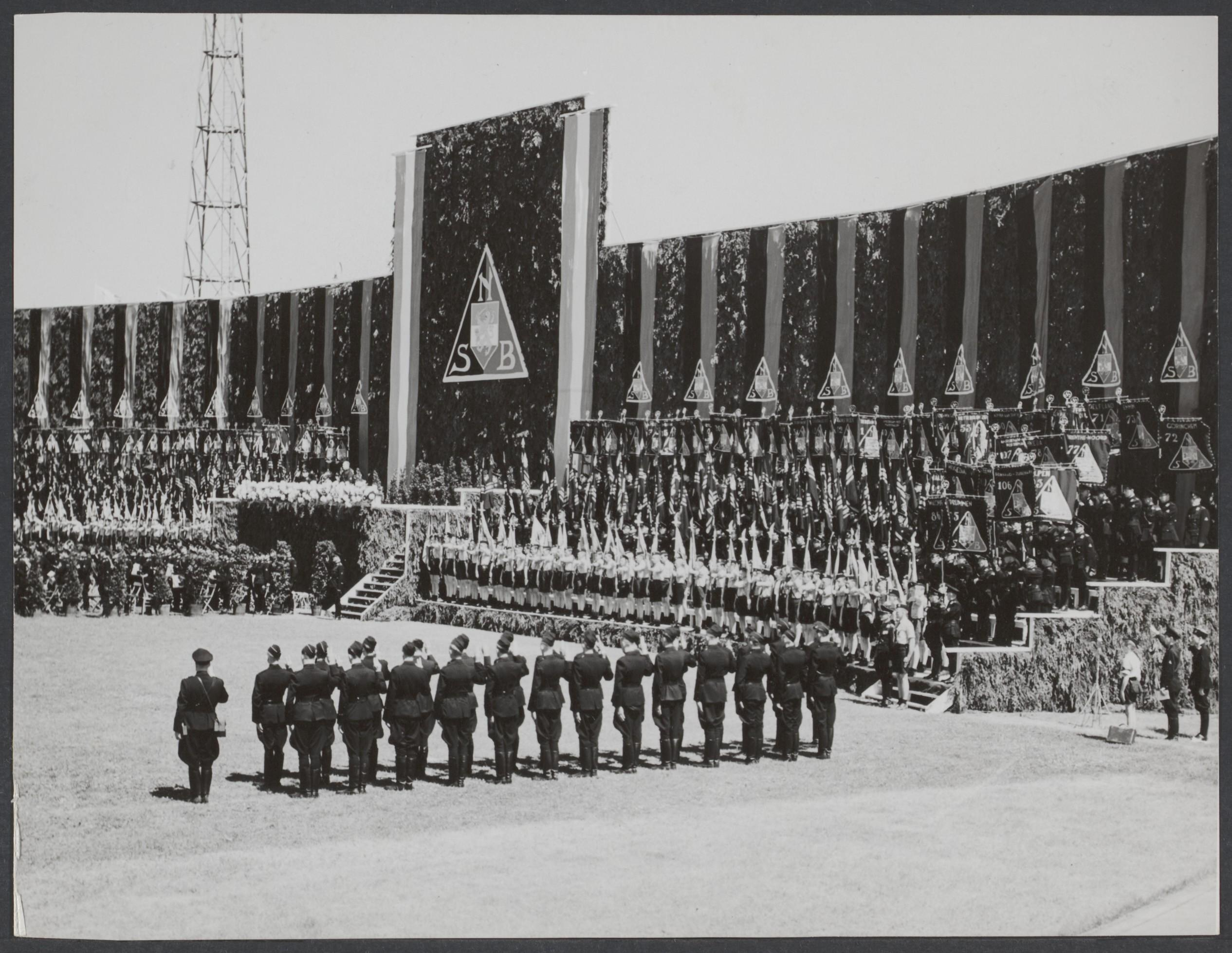
NSB會議 (海牙，1941年)
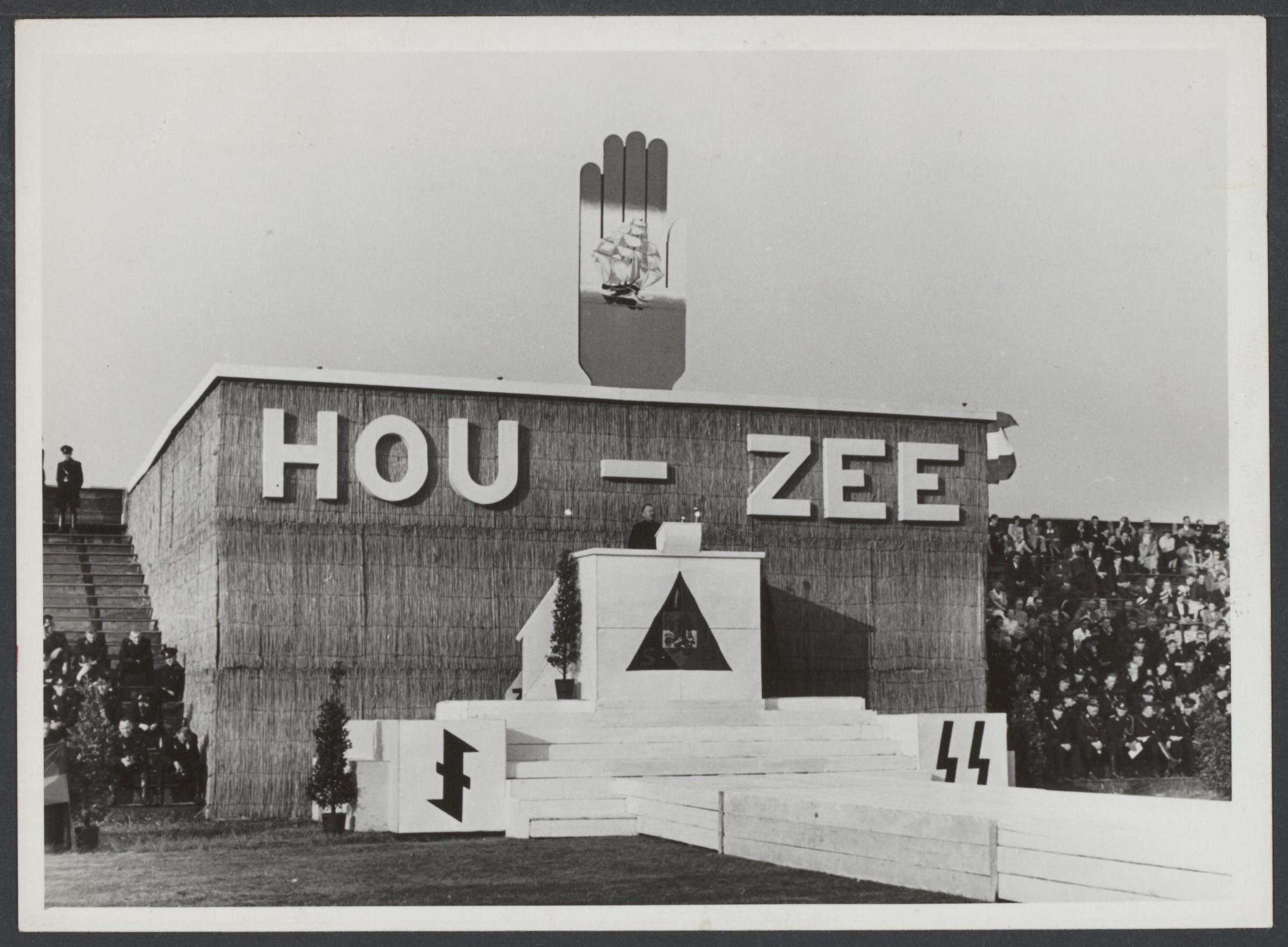
HouZee (海牙，1941年)